# Elke Sauter
Elke Sauter (* 29. Dezember 1970) ist eine ehemalige deutsche Fußballspielerin.

## Karriere
Sauter wurde gemeinsam mit Alexandra Grein als Neuzugang des SC Klinge Seckach zur Saison 1990/91, der Premierensaison der Frauen-Bundesliga, verpflichtet. Als Mittelfeldspielerin wurde sie bereits zum Saisonauftakt am 2. September 1990 beim 2:2-Unentschieden im Auswärtsspiel gegen den VfL Sindelfingen eingesetzt. Während ihrer Vereinszugehörigkeit, in der sie in der Gruppe Süd der seinerzeit zweigleisigen Bundesliga Punktspiele bestritt, kam sie auch im Finale um den Vereinspokal am 25. Mai 1996 im Olympiastadion Berlin zum Einsatz. In diesem, das mit 1:2 gegen den FSV Frankfurt vor 40.000 Zuschauern – als Vorspiel zum Männerfinale – verloren ging, wurde sie für Tanja Rastetter  in der 52. Minute eingewechselt. 

## Erfolge
- DFB-Pokal-Finalist 1996